# Тернопольский троллейбус
Тернопольский троллейбус (укр. Тернопільський тролейбус) — система троллейбусного движения в городе Тернополь Тернопольской области Украины, один из крупнейших транспортных перевозчиков города. Движение открыто 25 декабря 1975 года. Первыми машинами были 20 Чехословацких Škoda 9Tr. Объём перевозок на 2007 год составил 18,8 млн человек.

## Подвижной состав
По состоянию на 30 октября 2023 года эксплуатировалось 54 линейных троллейбусов, 2 простаивающих, 1 служебный следующих типов:
1. Škoda 9Tr — 1 служебная
2. Škoda 14Tr — 19 единиц (одна простаивает) Škoda 15Tr — 30 единиц
3. ElectroLAZ-12 — 2 единицы (одна простаивает) Škoda 24Tr Irisbus — 5 единиц

Ранее использовался грузовой КТГ-1 в качестве техпомощи. 

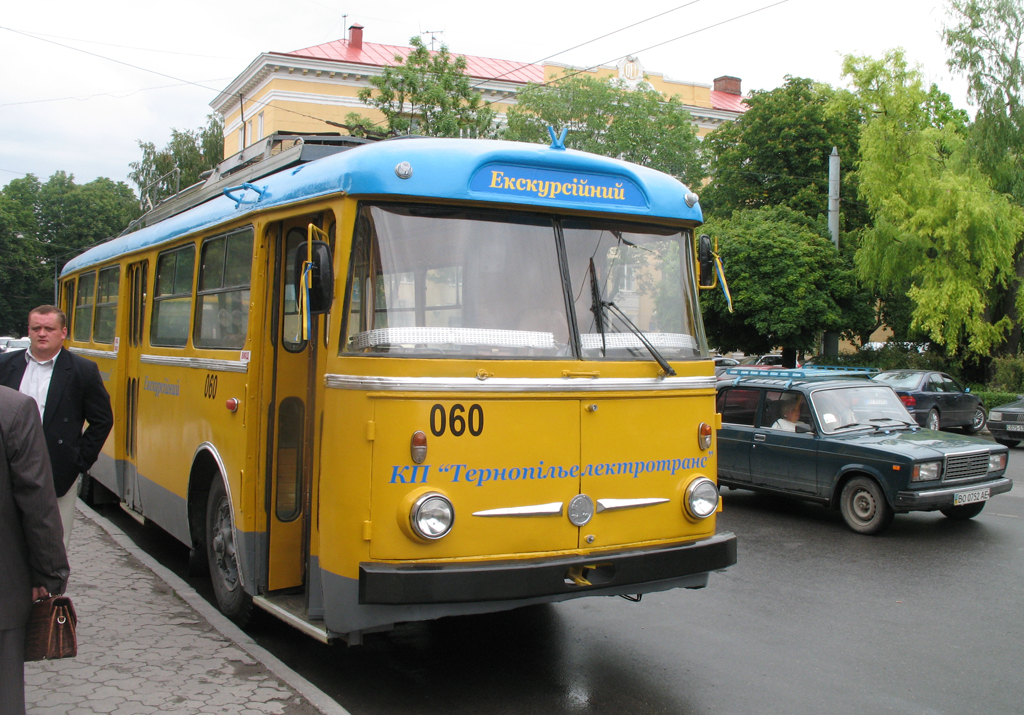
Презентация экскурсионного троллейбуса Škoda 9Tr № 060

02.06.2009 году представлен первый экскурсионный троллейбус — Škoda 9Tr с номером 060. Троллейбус прошел капитальный ремонт в условиях депо. По состоянию на 2023 год — списан.

## Список маршрутов

### Действующие
№ 1. Рынок — ул. Довженка
№ 2. ул. Троллейбусная — Восточный массив
№ 3. ул. Карпенка — ТРЦ «Подоляны»
№ 5. ул. Мира — Солнечный массив — Восточный массив
№ 7. Восточный массив — ул. Промышленная — Рынок
№ 8. Аляскаляска — Газопровод
№ 9. Орион — Рынок (Автовокзал) (маршрут восстановлен 12.11.2010)
№ 10. Центр — Восточный массив — Солнечный массив (кольцевой)
№ 11. ул. Троллейбусная — Восточный массив — Солнечный массив

### Отменённые
№ 3. ул. Мира — Авторемзавод
№ 4. Рынок — Солнечный массив — Восточный массив
№ 6. Восточный массив — Авторемзавод
№ 12. Рынок — Л.Украинки
№ 13. Рынок — Троллейбусная
№ 14. Карпенка — Злуки (Киевская) — Л.Украинки
№ 15. Рынок — В.Великого (маршрут отменен по причине продления маршрута № 8)

## Демонтированные линии
- Линия на ул. Промышленной на участке от бывшей центральной проходной Комбайнового завода (ТКЗ) до конца улицы — не действует с 2009 года из-за плохого состояния дороги и неактуальности. Линия частично разобрана — демонтирован контактный провод, подвесной провод оставили.Демонтированная линия по улице Промышленной

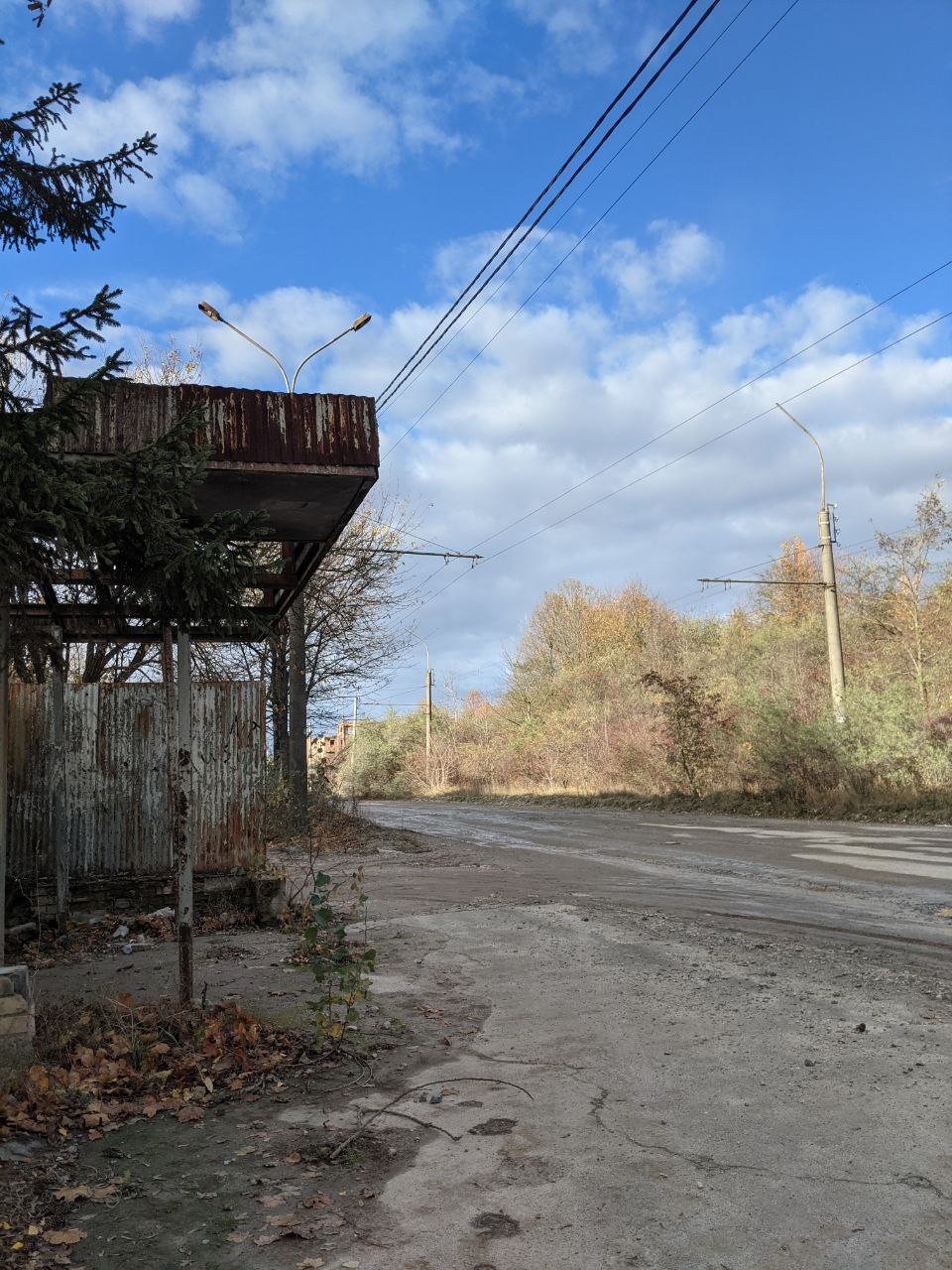
Демонтированная линия по улице Промышленной

- Линия на улице Живова на участке от ул. Микулинецкая до ул. Митрополита Шептицкого. Использовалась маршруту 8А. Частично демонтирована в 2006 году, демонтирован контактный провод, подвесной провод оставили. Контактный провод использовали в том же году для строительства линии по ул. Князя Острожского на участке от филармонии до ул. Микулинецкой.
- Линия на ул. Крушельницкой, от ул. Опильского до ул. Б. Хмельницкого. Существовала с 1977 по 1982 годы, а также как временная в 1992-1993 годах для маршрута № 9, когда на ремонт закрывали ул. Б. Хмельницкого и Коперника.
- Временная линия на ул. Воинов дивизии «Галичина» (от просп. С. Бандеры до ул. Парковая) и ул. Шопена (от. ул. Парковая до просп. С. Бандеры). Существовала на рубеже 1980-х — 1990-х годов для разворота троллейбусов, следовавших до микрорайона «Восточный», когда закрывали на реконструкцию путепровод возле технического университета.
- Временный поворот с ул. Гоголя на ул. русскую. Существовал на рубеже 1980-х — 1990-х годов для разворота троллейбусов, следовавших до микрорайона «Дружба», когда закрывали на реконструкцию путепровод возле технического университета.
- Поворот с просп. С. Бандеры (от Збаражского кольца) на ул. Сливенскую. Демонтирована в начале 2000-х годов. До середины 1990-х годов использовалось маршрутами № 4 и № 7.

## Перспектива
В планах на ближайшие годы — построить двустороннюю троллейбусную линию вокруг микрорайона № 6 («Варшавский микрорайон»), а именно — по улице Королева и Подволочиском шоссе.

## Стоимость проезда
В Тернополе, начиная с 1 декабря 2016 года, вступил в силу Порядок взимания оплаты проезда с применением автоматизированной системы оплаты проезда и учета пассажиров в общественном транспорте города Тернополь. Пассажир, зайдя в транспортное средство, сразу же, не дожидаясь следующей остановки, обязан оплатить проезд наличными кондуктору и получить разовый билет, либо самостоятельно осуществить валидацию «Файн Картой» или электронным проездным билетом длительного пользования через стационарные валидаторы, получить подтверждающий регистрацию билет и сохранять его до завершения проезда.
Именную «Файну Карту» могут получить только граждане с регистрацией в г. Тернополе, ее стоимость — 57,00 ₴. Все остальные граждане могут приобрести неперсонифицированный проездной билет длительного пользования за 20 гривен в пунктах продажи.
2018 2 января года введен дифференцированный двохрівневий тариф на проезд в тернопольских троллейбусах: 4,00 гривен наличными и 3,00 гривен «Файною картой» или электронным проездным билетом длительного пользования, в автобусах маршрута № 1А — 5 и 4 гривен соответственно. Для учащихся общеобразовательных школ с 28 августа по 27 июня — 2,00 гривен льготной «Файн Картой» (в троллейбусах и автобусах).
2018 1 ноября года установили дифференцированный трехуровневый тариф: 8,00 гривен при оплате наличными, 6,00 гривен при оплате неперсонифицированным электронным билетом или банковской картой, 5,00 гривен при оплате «Файн Картой» (полная стоимость), 2,50 гривен при оплате «Файн Картой» (льготная стоимость) школьниками и студентами. 4 ноября 2018 года жители города вышли на массовый митинг против повышения тарифов на проезд в городском общественном транспорте, требующие об уменьшении стоимости проезда. 5 ноября 2018 года Тернопольский исполнительный комитет отменил решение о повышении стоимости проезда до 8,00 гривен, а со следующего дня восстановлена предварительная стоимость проезда в троллейбусах — 4,00 гривен при оплате наличными и 3,00 гривен «Файн Картой» или электронным проездным билетом.
С 17 ноября по 19 декабря 2018 года установлен одноуровневый тариф на проезд — 5,00 гривен при оплате как наличными, так и электронными билетами. Стоимость проезда для школьников и студентов, при оплате «Файн Картой» (льготная стоимость), осталась неизменной — 2,50 гривен. С 20 декабря оплата наличными возрастет на одну гривну и составит 6,00 гривен, поэтому будет восстановлен дифференцированный двухуровневый тариф.
Право бесплатного проезда имеют определенные законом льготники с регистрацией в г. Тернополе. Во время проезда они обязаны собственной льготной «Файн Картой» осуществить валидацию, чтобы получить билет. Льготники с неместной регистрацией права на бесплатный проезд не имеют, они обязаны оплатить полную стоимость проезда.
Право на бесплатный проезд имеют участники боевых действий на Востоке Украины и добровольцы, а также школьники и студенты (с 1 сентября 2019 года), им достаточно предъявить соответствующие документы.

## Депо
В городе работает одно троллейбусное депо. Ранее[когда?] планировалось расширение существующего и постройка нового депо, но кризис 1990-х годов и сокращение численности пассажиров не позволили осуществить эти планы.